# Centro de Física Aplicada y Tecnología Avanzada
El Centro de Física Aplicada y Tecnología Avanzada (CFATA) es un centro de investigación perteneciente a la Universidad Nacional Autónoma de México, que se encuentra localizado dentro del Campus Juriquilla, en Juriquilla, Querétaro. Fue fundado el 1 de abril de 2002 con orígenes en el Departamento de Física Aplicada y Tecnología Avanzada del Instituto de Física.

## Investigación
El centro genera investigación científica básica de alto nivel y generación de tecnología original y relevante de acuerdo a las necesidades regionales y nacionales. 
Cuenta con dos departamentos de investigación:
- Nanotecnología. Estudio de materiales nanoporosos y catálisis, fibras ópticas de plástico, ondas de choque y sus aplicaciones.
- Ingeniería Molecular de Materiales. Generación de materiales con microestructuras específicas y propiedades impuestas por las necesidades actuales.[2]

## Laboratorios de Servicios Analíticos
- Espectroscopía Óptica
- Dispersión de Luz
- Difracción de Rayos X
- Microscopía
- Pruebas mecánicas

## Laboratorios de Investigación
- Espectroscopía Óptica
- Dispersión de Luz
- Difracción de Rayos X
- Microscopía
- Pruebas mecánicas

## Directores Anteriores
- 2002-2010 Dr. Víctor Manuel Castaño Meneses
- 2010-2018 Dr. Ramiro Pérez Campos